# Levantamento de peso nos Jogos Pan-Americanos de 2003
A competição de levantamento de peso ou  halterofilismo nos Jogos Pan-Americanos de 2003, foi realizada de 12 de agosto a 16 de agosto de 2003, em São Domingos, República Dominicana. Havia um número total de quinze eventos de medalhas, oito para homens e sete para mulheres.

## Medalhistas
Masculino
| Evento               | Ouro                                               | Prata                                                    | Bronze                                                |
| -------------------- | -------------------------------------------------- | -------------------------------------------------------- | ----------------------------------------------------- |
| Até 56 kg 12.08      | Nelson Castro COL Colômbia 117,5+145=262,5 kg      | Tomas Aquino DOM República Dominicana 107,5+132,5=240 kg | David Mendoza HON Honduras 85+107,5=192,5 kg          |
| Até 62 kg 12.08      | Diego Salazar COL Colômbia 140+170=310 kg          | Vladimir Rodrigues CUB Cuba 132,5+170=302,5 kg           | Israel Rubio VEN Venezuela 130+150=280 kg             |
| Até 69 kg 13.08      | Yordany Borrero CUB Cuba 147,5+170=317,5 kg        | Amílcar Pernia VEN Venezuela 135+180=315 kg              | Aristóteles Fuentes CUB Cuba 140+170=310 kg           |
| Até 77 kg 14.08      | Chad Vaughn USA Estados Unidos 145+185=330 kg      | Ferney Manzano COL Colômbia 145+182,5=327,5 kg           | Octavio Mejías VEN Venezuela 150+177,5=327,5 kg       |
| Até 85 kg 14.08      | Héctor Ballesteros COL Colômbia 157,5+202,5=360 kg | Yohandrys Hermández CUB Cuba 160+200=360 kg              | José Oliver Ruiz COL Colômbia 157,5+195=352,5 kg      |
| Até 94 kg 15.08      | Julio Luna VEN Venezuela 175+220=395 kg            | Dario Lecman ARG Argentina 175+200=375 kg                | Jairo Cossio COL Colômbia 165+200=365 kg              |
| Até 105 kg 16.08     | Boris Burov ECU Equador 185+207,5=392,5 kg         | Michel Batista CUB Cuba 180+210=390 kg                   | William Solis COL Colômbia 162,5+210=372,5 kg         |
| Mais de 105 kg 16.08 | Hidelgar Morillo VEN Venezuela 167,5+210=377,5 kg  | Cristián Escalante CHI Chile 167,5+205=372,5 kg          | Plaiter Reyes DOM República Dominicana 160+205=365 kg |

Feminino
| Evento              | Ouro                                                   | Prata                                                            | Bronze                                                      |
| ------------------- | ------------------------------------------------------ | ---------------------------------------------------------------- | ----------------------------------------------------------- |
| Até 48 kg 12.08     | Tara Nott USA Estados Unidos 77,5+97,5=175 kg          | Guillermina Candelario DOM República Dominicana 75+92,5=167,5 kg | Remigia Arcila VEN Venezuela 72,5+92,5=165 kg               |
| Até 53 kg 13.08     | Mabel Mosquera COL Colômbia 85+110=195 kg              | Yudelquis Contreras DOM República Dominicana 80+102,5=182,5 kg   | Wendy Amparo DOM República Dominicana 77,5+100=177,5 kg     |
| Até 58 kg 13.08     | Maria Escobar ECU Equador 92,5+117,5=210 kg            | Soraya Jiménez MEX México 92,5+117,5=210 kg                      | Gretty Lugo VEN Venezuela 90+117,5=207,5 kg                 |
| Até 63 kg 14.08     | Ubaldina Valoyes COL Colômbia 95+115=210 kg            | Solenny Villasmil VEN Venezuela 90+115=205 kg                    | Luz Mercedes MEX México 92,5+110=202,5 kg                   |
| Até 69 kg 15.08     | Tulia Medina COL Colômbia 107,5+130=237,5 kg           | Eva Dimas ESA El Salvador 95+115=210 kg                          | Miosotis Heredia DOM República Dominicana 97,5+110=207,5 kg |
| Até 75 kg 15.08     | Wanda Rijo DOM República Dominicana 107,5+130=237,5 kg | Nora Koppel ARG Argentina 102,5+122,5=225 kg                     | Raquel Lópes VEN Venezuela 102,5+120=222,5 kg               |
| Mais de 75 kg 16.08 | Carmenza Delgado COL Colômbia 122,5+142,5=265 kg       | Seledina Nieve ECU Equador 112,5+145+=257,5 kg                   | María Carvajal DOM República Dominicana 102,5+127,5=230 kg  |

## Quadro de medalhas do halterofilismo
| Ordem | País                     | Medalha de ouro | Medalha de prata | Medalha de bronze |    |
| ----- | ------------------------ | --------------- | ---------------- | ----------------- | -- |
| 1     | COL Colômbia             | 7               | 1                | 3                 | 11 |
| 1     | VEN Venezuela            | 2               | 2                | 5                 | 9  |
| 1     | ECU Equador              | 2               | 1                |                   | 3  |
| 1     | USA Estados Unidos       | 2               |                  |                   | 2  |
| 1     | DOM República Dominicana | 1               | 3                | 4                 | 8  |
| 1     | CUB Cuba                 | 1               | 3                | 1                 | 5  |
| 1     | ARG Argentina            |                 | 2                |                   | 2  |
| 1     | MEX México               |                 | 1                | 1                 | 2  |
| 1     | ESA El Salvador          |                 | 1                |                   | 1  |
| 1     | CHI Chile                |                 | 1                |                   | 1  |
| 1     | HON Honduras             |                 |                  | 1                 | 1  |
| TOTAL | TOTAL                    | 15              | 15               | 15                | 45 |